# Плец, Йозеф
Йозеф Плец (3 января 1788—1841) — австрийский доктор богословия, имперский капеллан и настоятель монастыря Пресвятой Богородицы Пагранского, Венгрия; имперский советник, консисториальный советник, почетный диакон митрополичьего капитула св. Стефана в Вене; директор богословских исследований в Австрийской империи, референт того же помощника императорской комиссии по исследованиям, директор и президент теологического факультета; а в 1835 году — великий бывший ректор Венского университета, член средних школ Вены, Песта, Падуи и т. д.

## Биография
Плец родился в Вене 3 января 1788 г .; посещал уроки гимназии Святой Анны; изучал философию и теологию в Венском университете.
30 августа 1812 года получил диплом и был назначен адъюнктом в университете, префектом по учёбе и библиотекарем епископальной семинарии.
В 1814 и 1815 годах он преподавал догматику в Венской средней школе.
В 1816 году он был назначен придворным капелланом и первым руководителем учебных заведений в институте для обучения светских священников, недавно основанном Францем II.
В 1823 году он был призван преподавать догматику в Венском университете, а 15 февраля 1827 года он стал каноником митрополита св. Стефана.
Йозеф исполнял свои обязанности с активным рвением, похвальной осмотрительностью, бескорыстием и совестью на благо государства и церкви.
Йозеф умер в 1841 году от апоплексического удара.
Помимо нескольких назидательных сочинений и проповедей, которые он опубликовал в 1817—1833 годах, он написал ряд очерков в богословском журнале Фринта и в своем собственном, который редактировал с 1828 по 1840 год под названием Neue theoloyische Zeitschrift (Вена) в двенадцати ежегодных томах; тринадцатая, начатая Плетцем, была завершена его другом, проф. Зеебах.